# Melipotis rectifascia
Melipotis rectifascia là một loài bướm đêm trong họ Erebidae.